# Christy Smith

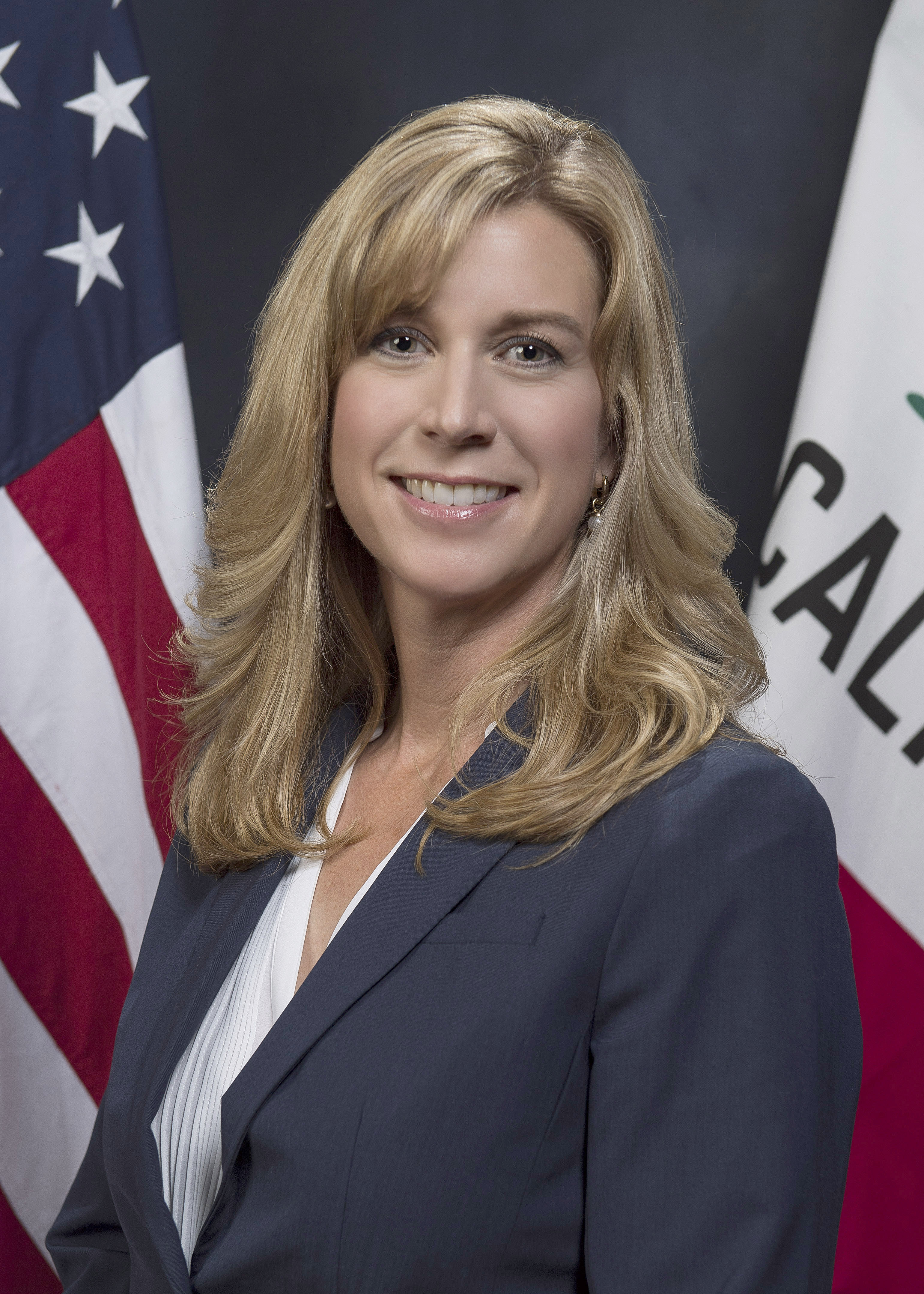
Christy Smith (2018)

Christy Smith (* 15. Juli 1969 in Würzburg, Deutschland) ist eine amerikanische Politikerin der Demokratischen Partei. Sie ist seit dem 3. Dezember 2018 Mitglied des California State Assembly und vertritt dort den 38. Distrikt des Staates.
Smith bewarb sich in einer Nachwahl um das Mandat des 25. Sitzes des Bundesstaates Kalifornien im Repräsentantenhaus der Vereinigten Staaten, nachdem die bisherige Amtsinhaberin Katie Hill wegen eines Sexskandals zurücktrat. Sie verlor die Wahl gegen Mike Garcia, tritt jedoch bei der Repräsentantenhauswahl im November 2020 erneut für den Sitz an.

## Werdegang
Smith wurde 1969 in einem Krankenhaus der US-Armee in Würzburg geboren. Ihre Eltern kehrten sechs Monate später in die USA zurück. 1993 erhielt sie einen Bachelor of Arts in Politikwissenschaft an der University of California, Los Angeles. Vor ihrem Einstieg in die Politik arbeitete Smith während der Clinton-Regierungszeit für das Bildungsministerium der Vereinigten Staaten.
Im Jahr 2016 kandidierte Smith für den 38. Bezirk des kalifornischen Staatsparlamentes. Das Rennen wies keinen Amtsinhaber auf, da der Republikaner Scott Wilk beschlossen hatte, für den Senat von Kalifornien zu kandidieren. Obwohl sie im Juni das Kandidatenfeld in der Vorwahl anführte, verlor Smith schließlich gegen den Republikaner Dante Acosta mit 47,13 % zu 52,87 %. Im Jahr 2018 kandidierte sie erneut für den 38. Bezirk gegen Acosta und gewann mit 51,2 % zu 48,8 %. Danach wurde sie  zur Vorsitzenden des Legislativausschusses für Notfallmanagement.
Am 28. Oktober 2019, einen Tag nachdem Katie Hill ihre Absicht angekündigt hatte, vom Kongress zurückzutreten, kündigte Smith an, für den frei gewordenen Kongresssitz von Hill zu kandidieren. Ihr Landesversammlungsbezirk umfasst mehr als die Hälfte des Kongressbezirks.
Die am 3. März 2020 stattfindende Vorwahl gewann Smith mit 36,2 %. Dabei setzte sie sich unter anderem gegen Steve Knight und Cenk Uygur durch. In die Stichwahl zog Smith gemeinsam mit Mike Garcia ein. Diese verlor sie mit 45,1 % der Stimmen gegen Garcias 54,9 %.